# Carmen Caputo
Carmen Caputo (* 9. Mai 1965 in Iserlohn) ist eine deutsch-italienische Schriftstellerin.

## Leben und Werk
Carmen Caputo schreibt Gedichte und Erzählungen, die in deutschen und ausländischen Anthologien und Literaturzeitschriften sowie im Internet veröffentlicht wurden. Sie ist Herausgeberin von »Pablo«, kostenlos verteilten Literaturblättern. Carmen Caputo ist Mitglied im Bundesverband junger Autoren und Autorinnen (BVjA).
Carmen Caputo lebt in Iserlohn und Kalabrien (Italien).

## Einzeltitel (Auswahl)
- Good bye Lupus. Erzählungen (2008)
- Calabrisella. Gedichte (2006)

## Anthologien und Literaturzeitschriften (Auswahl)
- Heidi Ramlow-Klöppel, Literatur-Adventskalender (2007)
- Axel Kutsch (Hg.), Spurensicherung. Justiz- und Kriminalgedichte, Verlag Ralf Liebe, Weilerswist 2005.
- Verena Raupach, Erlkönig & Co. (2002)
- Literaturzeitschriften: Die Brücke, cet, Dichtungsring, DUM. Das Ultimative Magazin, Dulzinea, Federwelt, Krautgarten, Freiberger Lesehefte

## Auszeichnungen (Auswahl)
- Internationaler Literaturpreis Fürstenwalde (2005)
- Nordhessischer Autorenpreis Lyrik (2005)
- Literaturpreis der Stadt Iserlohn (2004)